# Alteración de las estaciones

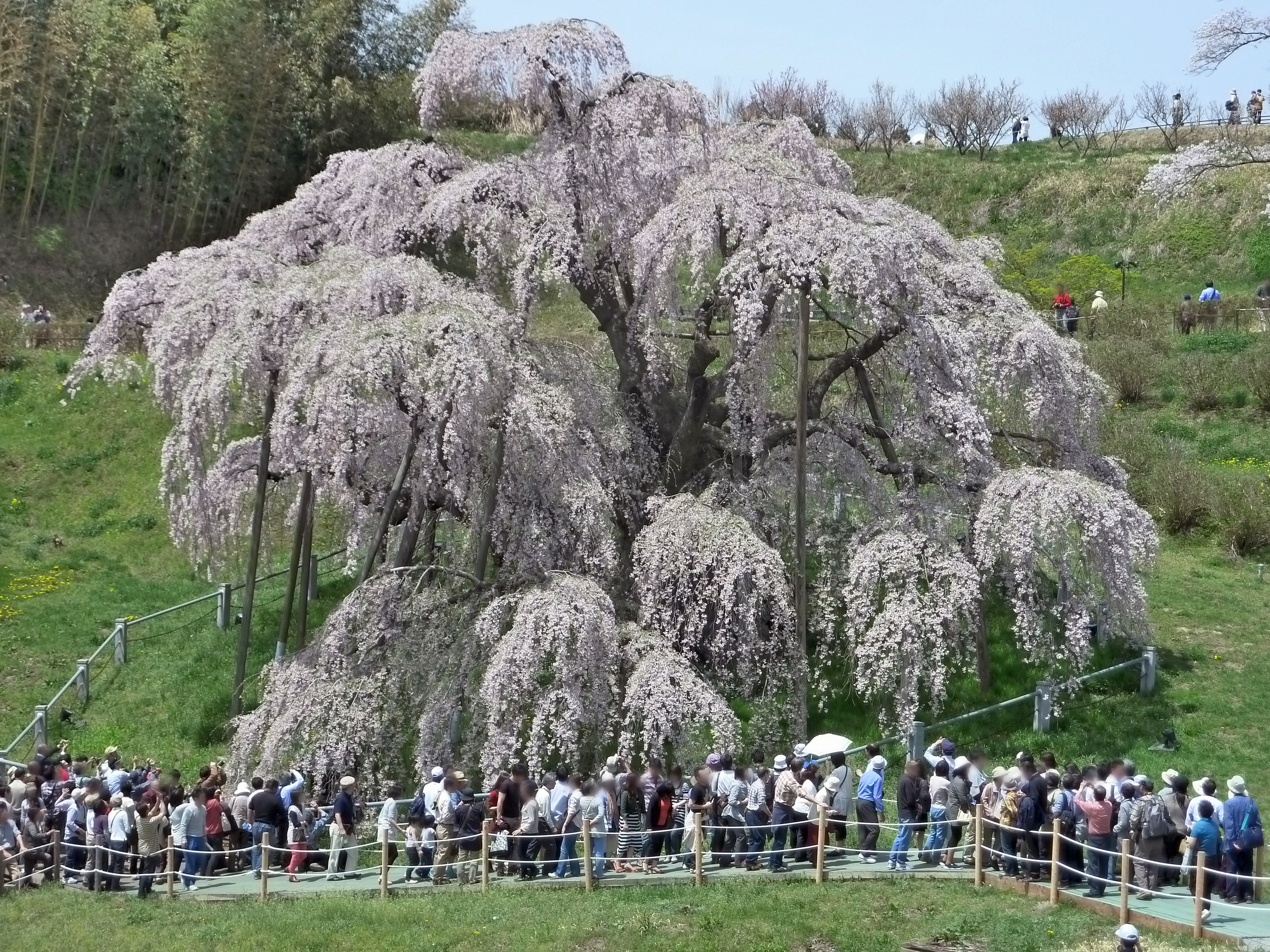
La floración de los cerezos en Japón se ha adelantado en los últimos años debido al cambio climático

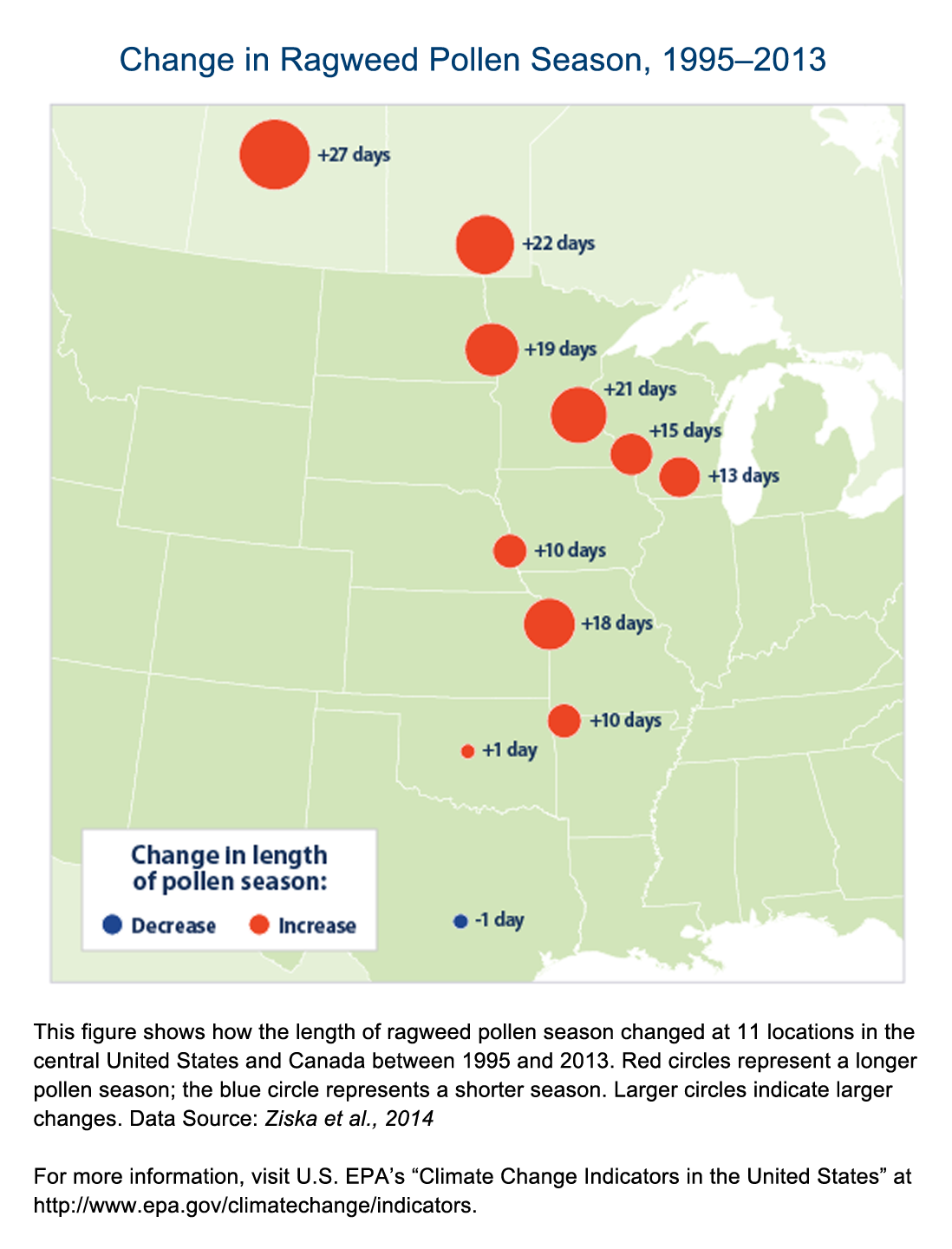
Cambios en la temporada de polen en Estados Unidos entre 1995 y 2013.

En fenología, la alteración de las estaciones (o más precisamente, adelantamiento o retraso de las estaciones) se refiere a los cambios observados en el momento de las estaciones del año,como una más breve duración de los inviernos, indicios más tempranos del comienzo de la primavera, ampliamente observadas en áreas templadas del hemisferio norte, o veranos más prolongados a nivel global. Los registros fenológicos analizados por climatólogos han mostrado tendencias temporales significativas en el tiempo observado de eventos estacionales,desde finales del siglo XX y hasta el siglo XXI. En Europa, las alteraciones de las estaciones se han asociado con la llegada de la primavera adelantándose aproximadamente una semana en un período reciente de 30 años.Otros estudios han puesto la tasa de alteración estacional medida por la fenología de la planta en el rango de 2 a 3 días por década de avance en primavera y de 0,3 a 1,6 días por década de retraso en otoño, durante los últimos 30 a 80 años.
Los cambios observables en la naturaleza relacionados con las alteraciones de las estaciones incluyen aves que ponen sus huevos antes y brotes que aparecen en algunos árboles ya hacia fines del invierno.Además del adelantamiento de la brotación, los árboles con flor han estado floreciendo antes, por ejemplo, los cerezos, que son culturalmente importantes en Japón, y Washington D. C. Los bosques boreales de frondosas han tenido una tendencia en que pierdan sus hojas antes y conserven sus copas verdes por más tiempo. La temporada de crecimiento de la agricultura también se ha expandido entre 10 y 20 días en las últimas décadas.
Los efectos de la alteración de las estaciones también han sido observados por no científicos, incluyendo jardineros que adelantaron sus tiempos de siembra de primavera,y experimentaron con plantaciones de variedades de clima más resistentes al clima cálido de plantas no nativas. Si bien las temporadas de crecimiento veraniego se están expandiendo, los inviernos se vuelven más cálidos y más cortos, lo que resulta en una reducción de la capa de hielo invernal en los cuerpos de agua, un deshielo más temprano, flujos de agua de deshielo más tempranos, y picos de nivel lacustre primaveral más tempranos.  Algunos eventos primaverales, o "fenofases", se han vuelto intermitentes o imperceptibles; por ejemplo, los cuerpos de agua que antes se congelaban regularmente la mayoría de los inviernos ahora lo hacen con menos frecuencia, y las aves antes migratorias ahora suelen verse durante todo el año en algunas áreas.

## Relación con el calentamiento global

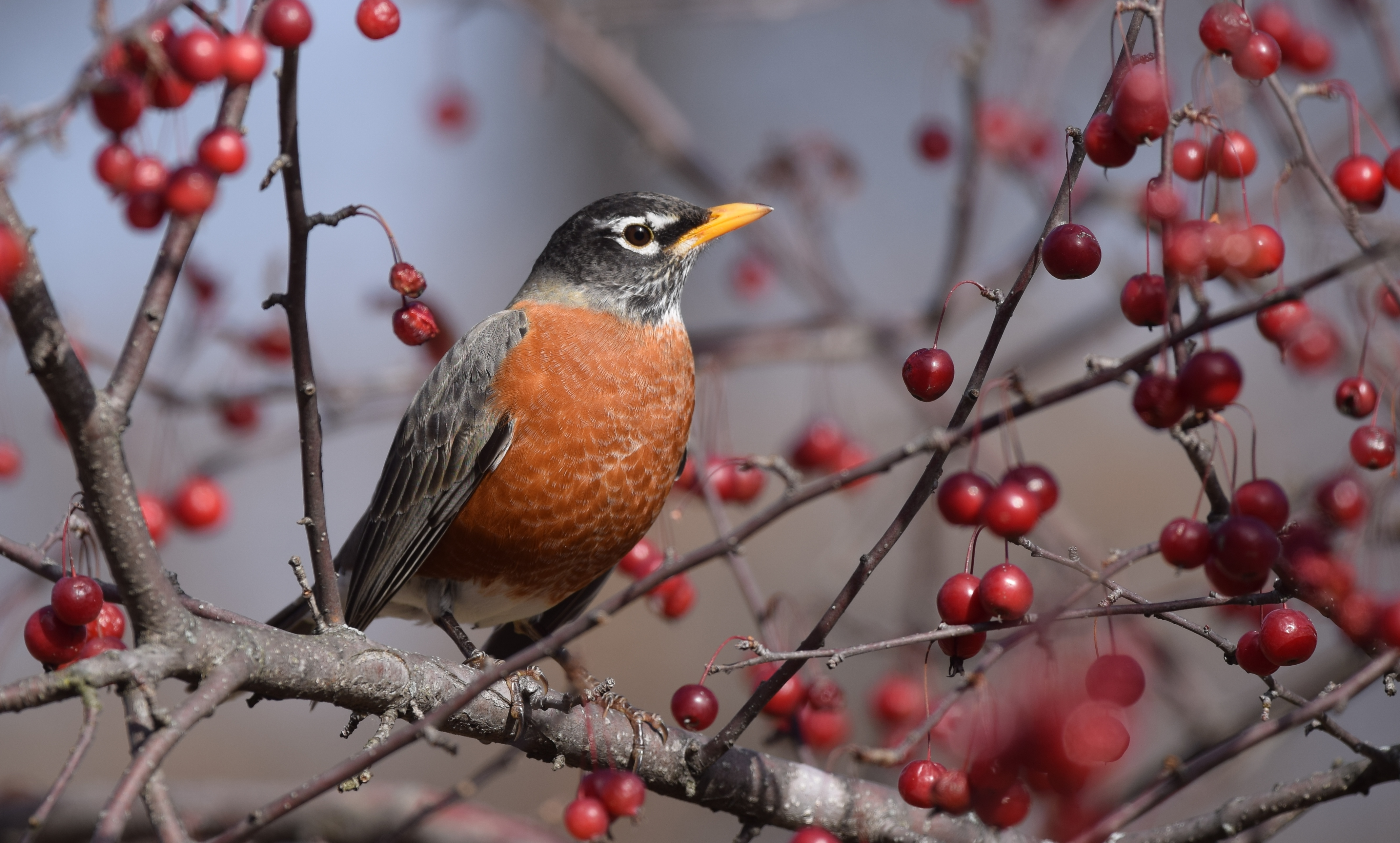
El petirrojo americano ha dejado de migrar en algunas zonas.

Se pronostica que el total efecto del calentamiento global ocurrirá en el futuro, pero los científicos climáticos han citado las alteraciones estacionales como un efecto fácilmente observable del cambio climático que ya ha sucedido y que continúa ocurriendo. Un amplio examen fenológico sistemático de datos sobre 542 especies de plantas en 21 países europeos entre 1971 y 2000 mostró que el 78% de todos los registros de hojas, flores y fructificación se adelantaron, mientras que sólo el 3% sufrieron retrasos significativos, y estas observaciones fueron consistentes con las mediciones de los niveles observados de calentamiento. Se están produciendo cambios similares en la fenología de plantas y animales en los grupos marinos, de agua dulce y terrestres estudiados, y estos cambios también son consistentes con el impacto esperado del calentamiento global.
Si bien la fenología apunta de manera bastante consistente a un inicio más pronto de la primavera en las regiones templadas de América del Norte, un estudio exhaustivo reciente del Subártico mostró una mayor variabilidad en el momento del reverdecimiento, con algunas áreas avanzando y otras sin una tendencia discernible durante un periodo reciente de 44 años. Otro estudio fenológico de 40 años en China encontró un mayor calentamiento durante ese período en los sitios más septentrionales estudiados, mientras los sitios en el sur experimentaron principalmente enfriamiento, lo que indica que la variación de temperatura con la latitud allí está disminuyendo. Este estudio también confirmó que el avance estacional estaba correlacionado con el calentamiento, pero el efecto no es lineal: las fenofases se adelantaron menos con mayor calentamiento y se retrasaron más con mayor enfriamiento.
Los inviernos más cortos y las temporadas de crecimiento más extendidas pueden parecer un beneficio para la sociedad debido al calentamiento global, pero los efectos de las fenofases avanzadas también pueden tener graves consecuencias para las poblaciones humanas. Los modelos sobre el deshielo predijeron un calentamiento de entre 3 y 5 °C en el oeste de Estados Unidos podría provocar que la escorrentía impulsada por el deshielo se produjera hasta dos meses antes, con profundos efectos en la hidroelectricidad, el uso de la tierra, la agricultura y la gestión del agua. Desde 1980, el deshielo más temprano y el calentamiento asociado también se han asociado con un aumento en la duración y gravedad de la temporada de incendios forestales en las áreas estudiadas.
Las alteraciones en las estaciones también pueden tener efectos adversos en las especies vegetales. La floración más temprana podría ocurrir antes de que polinizadores como las abejas melíferas se activen, lo que tendría consecuencias negativas para la polinización y la reproducción. Los inviernos más cortos y cálidos pueden afectar otras adaptaciones ambientales, incluido el endurecimiento de los árboles por frío, lo que podría provocar daños por heladas durante inviernos más severos.